# 給皂機

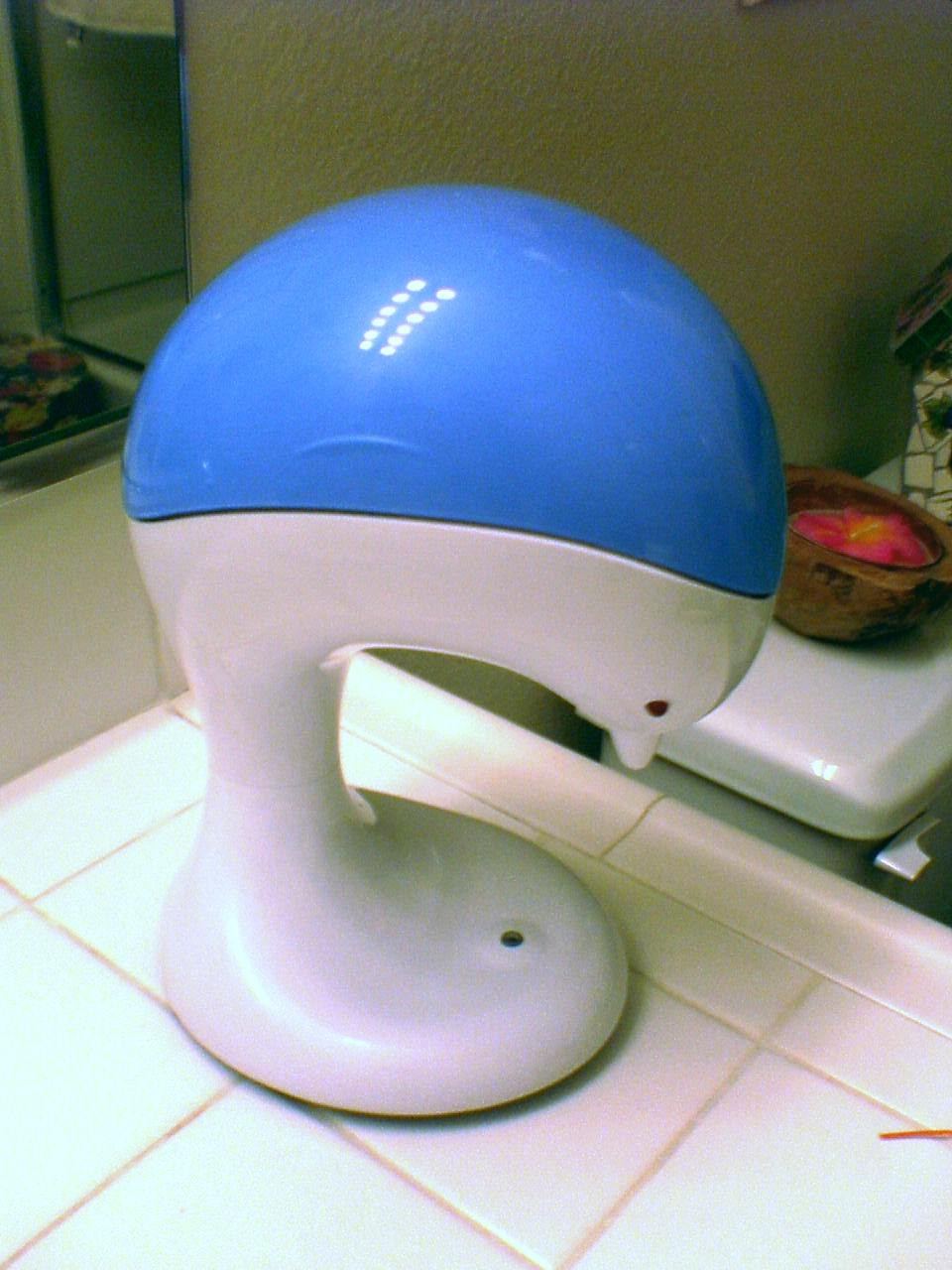

給皂機，為一種供給定量肥皂溶液或手部消毒劑的機器，可分成自動或手動。它們通常被設置於公共廁所內，功能在阻止傳染病傳播、並可以節約肥皂的使用。

## 另請參閱
- 擦手紙機
- 肥皂盒